# Angolabecken

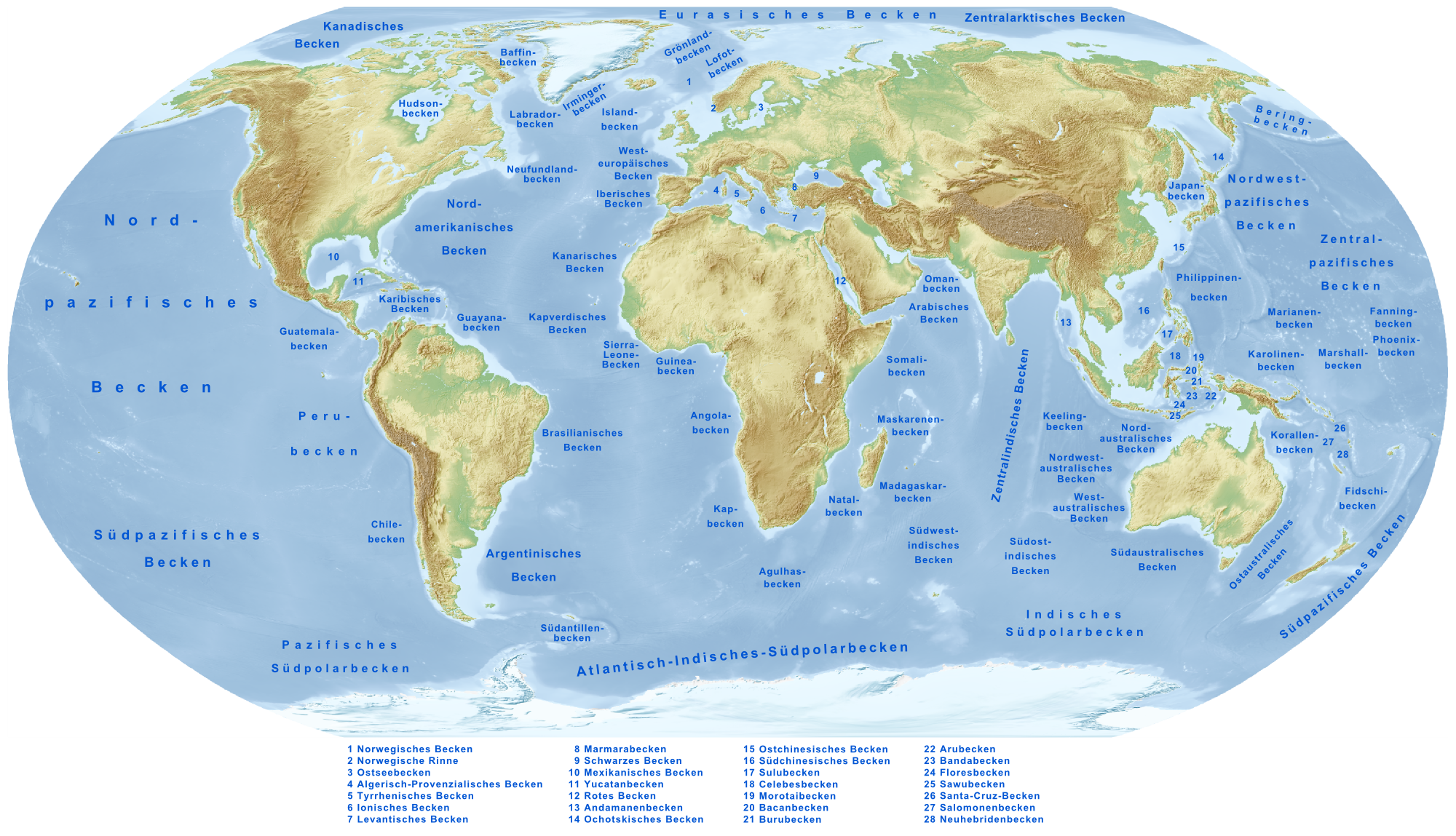
Lages des Angolabeckens an der Westküste Afrikas

Das bis 5841 m tiefe Angolabecken ist ein Tiefseebecken im Südatlantik und der tiefste Teil des südöstlichen Atlantischen Ozeans. 

## Geographie
Das Angolabecken, das seinen Namen vom südafrikanischen Angola bekam und fast überall Tiefen von über 5000 m erreicht, befindet sich ungefähr zwischen 3° und 35° südlicher Breite sowie etwa zwischen 10° westlicher und 10° östlicher Länge. Von der Küste Angolas erstreckt sich das Tiefseebecken etwa 2500 km in Richtung Westen bis zum Südteil des Mittelatlantischen Rückens hinaus; seine Nord-Süd-Ausdehnung umfasst etwa 4000 km. 
In diesem Bereich liegt es zwischen der im Atlantik liegenden Guineaschwelle im Nordwesten, der auf dem Festland von Afrika liegenden Niederguineaschwelle und deren vorgelagerter Küste im Osten, dem im Meer liegenden Walfischrücken im Süden und St. Helena im Westen; hinter dieser Insel erhebt sich in der südlichen Mitte des Ozeans der Südatlantische Rücken, auf dem unweit des Angolabeckens nur die kleinen Inseln Ascension (südlich des Äquators) und das im Südatlantik liegende Tristan da Cunha aufsitzen.

## Erforschung
Wissenschaftler vermuten, dass das Angolabecken hauptsächlich zwischen 14° und 21° südlicher Breite und vom Nullmeridian bis 4° Westlänge sogar mehrmals Tiefen von über 6000 m erreicht. Da die meisten bisher erforschten Tiefseegebiete nahe an der Küste gelegen sind, trifft man in den 1000 Kilometer vor dem Ufer liegenden Tiefseeregionen des Angolabeckens eine ganz andere Fauna als in anderen Tiefseebecken. Viele der bisher noch unentdeckten 10 Millionen Tierarten, die man im Ozean vermutet, hofft man daher dort zu finden. Dazu gehören vor allem Einzeller, Krebse und Borstenwürmer.

## Angolabecken im Vergleich
Das Angolabecken ist, selbst wenn sich die These mit den 6000 m Tiefe bestätigen würde, nicht das tiefste Tiefseebecken. Das Argentinische Becken mit 6202 m und das Nördliche Brasilianische Becken mit 6537 m im Südwestatlantik sind noch tiefer. Im Bereich des schmalen Süd-Sandwich-Grabens, der zwischen 1500 und 2000 km nördlich der Antarktis und direkt östlich der Südsandwichinseln im äußersten Südatlantik liegt, geht es mit 8264 m noch deutlich weiter in die Tiefe. 